# Sligo-Leitrim (kiesdistrict)
Sligo-Leitrim is een kiesdistrict in Ierland voor verkiezingen van Dáil Éireann, het lagerhuis van het Ierse parlement. Het huidige district werd gevormd voor de verkiezingen van 2016 en bestaat uit  het gehele graafschap Sligo en het grootste deel van het graafschap Leitrim. Het huidige kiesdistrict bestaan uit het opgeheven district Sligo-North Leitrim en een klein deel van Roscommon-South Leitrim. Eerder bestond Sligo-Leitrim tussen 1948 en 2007.
Het huidige kiesdistrict kiest 4 leden van Dáil Éireann. 
In 2016 koos het district 2 leden van Fianna Fáil, 1 van Fianna Fáil en 1 van Sinn Féin.

## Referendum
Bij het abortusreferendum in 2018 stemde in het kiesdistrict 59,4% van de opgekomen kiezers voor afschaffing van het abortusverbod in de grondwet.